# Bagrus lubosicus
Bagrus lubosicus es una especie de pez de la familia Bagridae en el orden de los Siluriformes.

## Morfología
• Los machos pueden llegar alcanzar los 24,3 cm de longitud total.

## Distribución geográfica
Se encuentra en la cuenca del río Congo.